# سید علی سیستانی
سید علی حسینی‌ سیستانی (زادهٔ ۱۳ مرداد ۱۳۰۹ در مشهد) فقیه، اصولی ایرانی، زعیم حوزهٔ علمیهٔ نجف و از تأثیرگذارترین و با نفوذترین مراجع تقلید شیعه است. وی هم‌اکنون در نجف اقامت دارد.

## زندگی
سیّد علی سیستانی در ۱۳ مرداد ۱۳۰۹ برابر با ۹ ربیع‌الاول ۱۳۴۹ در شهر مشهد ایران زاده شد و پدرش به نام جدش، اسم او را علی گذاشت. نام پدر وی سید محمدباقر و مادر او از خانواده‌ای آذربایجانی و فرزند میر رضا نظیری مهربانی می‌باشد. خاندان او از سادات حسینی‌اند که در عهد صفوی در اصفهان می‌زیستند. شاه سلطان حسین صفوی، جدّ اعلای او سید محمد را به منصب شیخ‌الاسلامی در سیستان منصوب کرد؛ لذا با خانواده‌اش به آن جا منتقل شد و سکنی گزید.
سیستانی ایرانی است و با وجود زندگی طولانی در عراق، هنوز تابعیت و گذرنامهٔ این کشور را دریافت نکرده‌ است. فیلمی از سیستانی منتشر شده است که در یکی از جلساتش به زبان فارسی تدریس می‌کند.

## مرجعیت
سید ابوالقاسم خویی در اواخر عمرش و هم‌زمان با سال ۱۴۰۹ قمری به او پیشنهادِ امامت نماز در مسجد خضرا را داد و از آن پس، سیستانی به جای خویی در آن مسجد امامتِ نماز را بر عهده دارد. بعد از درگذشت خویی، سید علی سیستانی نماز میت را بر جنازهٔ وی خواند. پس از آن، زمام مرجعیت حوزهٔ علمیه را به‌دست گرفت و شروع به فرستادن اجازات، تقسیم و پخش حقوق و تدریس از روی منبر سید ابوالقاسم خویی در مسجد خضرا کرد. بسیاری از مجتهدین زمان و پیشاپیش همه سید علی بهشتی و مرتضی بروجردی پس از درگذشت خویی، مردم و مقلدان وی را به سید علی سیستانی ارجاع دادند. به این صورت، سیستانی شهرت زیادی در ایران، عراق، کشورهای خلیج فارس، هند، آفریقا و اروپا مخصوصاً در میان قشر جوان و همچنین علما پیدا کرد. او از معدود افرادی است که اجازه‌نامهٔ کتبی اجتهاد از استاد پرآوازه‌اش سید ابوالقاسم خویی دارد.

## تحصیل
از پنج‌سالگی به تعلیم قرآن پرداخت. سپس به منظور آموزش علوم دینی، وارد مدرسهٔ دارالتعلیم دینی شد. در سال ۱۳۲۰ به امر پدرش شروع به آموختن مقدمات علوم حوزوی نمود که مجموعه‌ای از دروس ادبی همچون شرح الفیه ابن مالک، مغنی ابن هشام، مطول تفتازانی، مقامات حریری و شرح النظام را نزد ادیب نیشابوری و بعضی دیگر از استادان آموخت.
وی هم‌زمان با تدریس و تحقیق و بحث مشغول تألیف و نگاشتن کتاب‌های مهم و چند رساله است همچنین کلیه تقریرات بحث‌های استادان خود را به رشتهٔ تألیف درآورده است.
شرح لمعه و قوانین را نزد سید احمد یزدی فرا گرفت و قسمتی از دروس دورهٔ سطح مثل مکاسب و رسائل و کفایه را نزد هاشم قزوینی خواند. تعدادی از کتب فلسفی همچون شرح منظومهٔ سبزواری و شرح الاشراق و اسفار را نزد آیسی خواند و شوارق الالهام را نزد مجتبی قزوینی آموخت و در دروس میرزا مهدی اصفهانی، مهدی آشتیانی و هاشم قزوینی نیز شرکت جست. پس از فراگیری علوم ابتدایی، مقدمات و سطح، نزد برخی از استادان و مدرسان به فراگیری علوم عقلیه و معارف الهیه پرداخت.
سپس در سال ۱۳۲۷ به شهر قم مهاجرت کرد و از سید حسین طباطبایی بروجردی در فقه و اصول بهره برد و از دانش فقهی او به‌ویژه در علم رجال و حدیث استفاده نمود. وی همچنین در دروس سید محمد حجت کوه‌کمری شرکت کرد.
در سال ۱۳۳۰ از قم به نجف مهاجرت کرد، در مدرسه بخارایی مستقر شد و در جلسات اساتیدی همچون سید ابوالقاسم خویی، حسین حلی، علی محمد بروجردی، سید محسن حکیم و سید محمود حسینی شاهرودی شرکت کرد. او در این بین سال‌های طولانی در نزد سید ابوالقاسم خویی شاگردی کرده و از جملهٔ کسانی است که در دوران طولانی شاگرد او بوده‌است.
در سال ۱۳۳۹ تصمیم به بازگشت به مشهد گرفت و چون تصور می‌کرد که در آنجا مستقر خواهد شد، از این رو استادانش سید ابوالقاسم خویی و حسین حلی، رسیدن به درجهٔ اجتهاد را برای او مکتوب کردند.
سید علی سیستانی یکی از چند نفری است که از ابوالقاسم خویی اجازهٔ اجتهاد کتبی گرفته است. دو نفر دیگر عبارتند از: میرزا علی فلسفی، سید تقی طباطبایی قمی.
سیستانی در سال ۱۳۴۰ بار دیگر به نجف بازگشت و به تدریس درس خارج در فقه در باب مکاسب شیخ انصاری و شرح عروه در باب طهارت و بیشتر کتاب صلاة پرداخت.
وی بعد از درگذشت سید نصرالله مستنبط و سید ابوالقاسم خویی و سید عبدالاعلی سبزواری، مرجع تقلید شیعیان شد.

## اجازات علمی
او در سال ۱۳۸۰ هجری قمری در حالی که سی‌ویک‌ساله بود موفق به دریافت اجازهٔ اجتهاد مطلق از دو استاد خود یعنی سید ابوالقاسم خویی و حسین حلی شد چنان‌که او از معدود نفراتی است که از سید ابوالقاسم خویی اجازهٔ اجتهاد گرفته‌اند (چهار نفر دیگر سیف‌الله جعفرزاده گیلانی، میرزا علی فلسفی، سید تقی طباطبایی قمی و محمد صادقی تهرانی می‌باشند، از سوی دیگر سیستانی تنها شخصی است که از حسین حلی نیز اجازهٔ اجتهاد مطلق گرفته‌است. آقابزرگ تهرانی نیز در نوشته‌ای به تاریخ ۱۳۸۰ هجری قمری توانمندی او را در علم رجال و حدیث مکتوب کرده‌است.

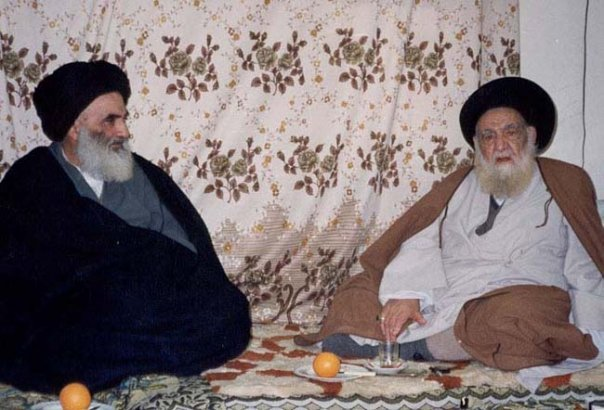
سیستانی در کنار استادش سید ابوالقاسم خوئی

## مکتب فقهی
مکتب فقهی سید علی سیستانی مکتبی تلفیقی یا تطبیقی از مکاتب فقهی مشهد، قم و نجف تلقی می‌شود. در تفقه سید علی سیستانی آرای میرزا مهدی اصفهانی از مشهد، سید حسین طباطبایی بروجردی از قم و سید ابوالقاسم خویی از نجف مشهود است.

## برخی فتاوا، دیدگاه‌ها و اخبار
- فتاوای سیستانی در مسائل طهارت و نجاست بسیار آسان است.[۹]
- عرفان ابنِ عربی را قبول ندارد.[۱۰]
- ختنه دختر (بریدن پوسته عضو جنسی زن) (خروسه)، سنت شرعی نیست، بلکه اگر به دختر آسیب برساند حرام می‌باشد.[۱۱]
- در مورد قمه‌زنی،[۱۲] و بازاریابی شبکه‌ای و بازاریابی هرمی[۱۳] توقّف می‌کند و فتوایی صادر نمی‌کند.[۱۴][۱۵]
- دربارهٔ گفته‌های منتسب، برخی خلاف واقع و برخی از دقت لازم برخوردار نبود، دفترش از مقلدان خواست از طریق سایت اش اخبار را پیگیری کنند.

- عنوان «آیت‌الله» از صدر سایت رسمی سیستانی حذف شد.[۱۷]
- دفتر سیستانی خواستار برداشتن نام وی از روی مصلایی در نجف اشرف شد.[۱۸]

## آثار و تألیفات
- شرح کتاب العروة الوثقی
- بحث‌های اصولی (دورهٔ کامل اصول در چندین جلد)
- کتاب القضاء
- کتاب بیع و خیارات
- رساله در (الصلاة فی اللباس المشکوک)
- رساله در مبحث ربا
- رساله در (خُمس الفوائدِ و الأرباح)
- رساله در نماز مسافر
- رساله در مبحث قبله
- رساله در قاعدهٔ ید
- رساله در قاعدهٔ تجاوز و فراغ
- رساله در قاعدهٔ لاضرر و لاضرار
- رساله در مبحث تقیه
- رساله در قاعدهٔ الزام
- رساله در قاعدهٔ قرعه
- رساله در اجتهاد و تقلید
- رساله در عدم تحریف قرآن (صیانة الکتاب العزیز من التحریف)
- رساله در (حجیة مراسیل إبن أبی عمیر)
- رساله در تاریخ حدیث‌نگاری اسلامی (تاریخ تدوین الحدیث فی الإسلام)
- شرح مشیخه تهذیبین
- نقد رسالهٔ تصحیح اسانید محقق اردبیلی
- رساله‌ای در (مسالک القدماء فی حجیة الأخبار)
- الفوائد الغرویة
- الفوائد الفقهیة
- شرح مشیخه فقیه
- رساله در صحت انتسابِ کتابِ الملل به فضل بن شاذان
- رساله در اختلاف افق (اختلاف الآفاق فی رؤیة الهلال)
- رساله در حکم اختلاف دو مجتهد متساوی در فتوی

(تقریرات فقه و اصول):
- تعارض ادله (تقریرات سید هاشم هاشمی)
- استصحاب (تقریرات سید مرتضی مهری)
- کتاب الصلاة (تقریرات سید مرتضی مهری)
- مباحث الفاظ (تقریرات سید حسن مرعشی)
- کتاب الصوم (تقریرات سید حسن مرعشی)
- اجتهاد و تقلید (تقریرات سید محمد علی ربانی)
- قاعده الزام (تقریرات سید محمد علی ربانی)
- الرافد فی علم الأصول (تقریرات سید منیر خباز)
- قاعده لاضرر و لاضرار[۱۹]

(کتب فتوایی به زبان عربی):
- التعلیقةُ عَلَی العروة الوثقی (الجزء الأول و الثانی و الثالث)
- منهاج الصالحین (الجزء الأول و الثانی و الثالث)
- مناسک الحج
- مناسک الحج و مُلحقاتِها
- المسائل المنتخبة
- الفقه للمغتربین
- الفتاوی المیسرة
- الوجیز فی أحکام العبادات
- المیسر فی الحج و العمرة
- أسئلة حول رؤیة الهلال و أجوِبَتها[۲۰][۲۱]

(کتب فتوایی به زبان فارسی):
- رساله توضیح المسائل جامع در ۴ مجلد
- رساله توضیح المسائل
- مناسک حج
- ملحقات مناسک حج
- فقه برای غرب‌نشینان[۲۲]

### معرفی رساله توضیح المسائل جامع
بعد از رسالهٔ فارسی سید حسین طباطبایی تحولی در نگارش آن اتفاق نیفتاد، تنها رسالهٔ توضیح المسائل حسینعلی منتظری با حذف برخی احکام غیرضروری و ذکر برخی احکام مورد ابتلا و چینش بهتر مسایل فقهی، تحولی در این زمینه را پایه‌گذاری کرد. که این مسیر در رساله جامع سید علی سیستانی ادامه و تکمیل شد، برخی از تغییرات مهم در سبک نگارش رساله توضیح المسائل به شرح ذیل است:
1. در بسیاری از موارد جهت فهم بهتر مطلب، مسائل به‌صورت دسته‌بندی ارائه شده‌است.
2. برخی از بخش های کاربردی و مورد نیاز — مثل مباحث اعتکاف، کفّارات، نفقات، شفعه، دیات و… — در این رساله افزوده شده‌است.
3. برای دسترسی آسان و سریع به موضوع مورد نیاز، کلّیهٔ مباحث عنوان‌بندی شده و ابتدای رساله نیز، فهرست نسبتاً جامعی از آنها مطرح شده‌است.
4. در بسیاری از موارد جهت تبیین موضوع یا مسئله، در پانوشت، توضیحات تکمیلی (شامل تبیین مسئله، توضیح فتوا،صور مختلف مسئله) ارائه شده‌است.

۵. منابع فقهی استفاده‌شده در این رساله عبارت اند از: تعلیقه بر العروة الوثقیٰ، منهاج الصالحین، المسائل المنتخبه، الفقه للمغتربین و آخرین نظرات فقهی و استفتائات معتبر از معظّم له. همچنین، اهتمام بر این بوده که در صورت مشاهدهٔ اختلاف در متون، مسئلهٔ مذکور استفتاء شده و نظر صحیح نهایی در مورد آن، در متن رساله ذکر گردیده.

## دوران جدید

### انتخاب نخست‌وزیر
سید علی سیستانی در تغییر نخست‌وزیر عراق (نوری المالکی) و انتصاب نخست‌وزیر جدید نیز نقشی مهم ایفا کرد. او در یازدهم رمضان ۱۴۳۵ در نامه‌ای به اعضای رهبری حزب الدعوه عراق که نوری المالکی رهبری آن را بر عهده داشت نوشت: با توجه به شرایط بحرانی موجود در عراق عزیز و ضرورت تعامل با بحران‌های گریبانگیر آن با دیدگاه متفاوت‌تر از آنچه در کشور جاری است من ضروری می‌بینم که در جهت انتخاب نخست‌وزیر جدیدی که از موافقت و اجماع ملی برخوردار باشد و بتواند با رهبران سیاسی و دیگر گروه‌ها کشور را از تهدیدهای تروریستی و جنگ‌های طوائفی و تقسیم نجات دهد تسریع شود.

### اعلان جهاد
در پی ظهور داعش، سقوط موصل و پیشروی نیروهای داعش به سمت بغداد و کربلا، این مرجع تقلید شیعه، به‌طور بی‌سابقه فتوای جهاد صادر کرد. برای دفاع از شیعیان خواسته تا «سلاح بردارند و با تروریست (داعش) مبارزه کنند». سخنگوی وی اعلام کرده‌است که «شهروندانی که قادر به حمل اسلحه هستند، وظیفه دارند که در دفاع از کشور و مردم خود و اماکن مقدس، به نیروهای امنیتی کشور بپیوندند». شیخ مهدی کربلایی نمایندهٔ سید علی سیستانی و خطیب نماز جمعهٔ کربلا گفت «هر که توانایی دارد باید به دفاع از عراق و ملت و مقدسات آن بپردازد و این امر بر دیگران ساقط است». در پی این فتوا و نام‌نویسی تعداد زیادی از مردم، نیروهای بسیج مردمی عراق (به عربی حشد شعبی) تشکیل شد. این نیروها نقش حیاتی در بازپس‌گیری شهرهای اشغال شده عراق مانند رمادی و تکریت از سلطهٔ داعش داشته‌اند. سید علی سیستانی در نامه‌ای ۲۰ ماده‌ای به رزمندگان عراقی توصیه‌های لازم برای تحقق جهاد واقعی را در قالب ۲۰ فرمان صادر کرد و از آنان خواست در نبرد با داعش از حدود دستورات دین تجاوز نکنند. او با استناد به متون اسلامی این نیروها را از هرگونه تعرض به غیرمسلمانان و اموال آنان، هتک حرمت اسیران و بدن‌های کشته‌شدگان بر حذر داشت.  و سرانجام با پیشروی‌های مردمی عراق شهرهای زیادی از جمله مقر خلافت و فرماندهی داعش، شهر موصل عراق پاکسازی و آزاد شد.

### اعتراضات عراق
در پی اعتراضات عراق که از آبان ماه ۱۳۹۸ آغاز شد و تعداد زیادی از شهرهای شیعه‌نشین تظاهرات ضددولتی برپاشد، سید علی سیستانی در مجموعه مواضعی نظرات خود را اعلام کرد. این مواضع از طریق تریبون نماز جمعهٔ کربلا به‌صورت هفتگی بیان شد. محورهای اصلی این مواضع به این شرح است:
- حمایت از اصل اصلاحات درعراق

- حمایت مبارزه بر ضد فساد و ناکارآمدی
- حمایت از اعتراضات مسالمت‌آمیز و مطالبات قانونی[۳۰]
- شهید دانستن کشته‌شدگان اعتراضات

- مخالفت با تخریب و تظاهرات نامسالمت‌آمیز و هرگونه هرج‌ومرج[۳۰][۳۲]
- مخالفت با مداخلهٔ خارجی در تحولات عراق

- توصیه به عدم استفاده از تصاویر وی در تظاهرات[۳۴]
- توصیه به استعفای نخست‌وزیر عادل عبدالمهدی که به استعفای او انجامید

- حمایت از انتخابات زودهنگام پارلمانی[۳۶]
- ضرورت قرار گرفتن هر گونه سلاح در ذیل حاکمیت دولت

سید علی سیستانی در این مواضع همچنین دیدگاه خود دربارهٔ مبنای مشروعیت حکومت را اعلام کرد و گفت: «تنها مردم منشأ حکومت‌ها هستند و [حکومت‌ها] مشروعیت خود را از آنها می‌گیرند بنابرین راه خروج از بحران رجوع به مردم و انتخابات است.» ابوالفضل فاتح می‌گوید شکل‌گیری مبانی تئوریک و گفتمان این مرجع شیعه دربارهٔ حق اعتراض و دولت مدنی، یک نقطهٔ عطف است و این رویکرد سید علی سیستانی علاوه بر عراق بر گفتمان اصلاحی و نگاه فقه سیاسی شیعه و حتی جوامع اسلامی نسبت به حکومت تأثیرات بلند مدت و عمیقی بر جای خواهد گذاشت.

### رابطه با جمهوری اسلامی ایران
نشریهٔ آمریکایی فارین پالیسی نوشت: «یک روز پس از ترور ژنرال سلیمانی، آیت‌الله سیستانی پیام صادر کرد و به رهبری ایران تسلیت گفت. آیت‌الله سیستانی نقش ژنرال سلیمانی را در مبارزه علیه داعش در عراق ستود.» این نشریه افزود: «فتوای آیت‌الله سیستانی هموارکنندهٔ مسیر تشکیل نیروهای بسیج مقاومت مردمی و کمک‌رسانی ژنرال سلیمانی به آنان برای سازماندهی عملیات علیه داعش بود. او هرگز به پرسش‌های پیروان شیعه ایرانی‌اش در مورد مسائل داخلی ایران پاسخ نداده است. او همواره از پیروانش خواسته تا تحت رهبری آیت‌الله خامنه‌ای با هم متحد باقی بمانند.»
سیستانی درگذشت سید ابراهیم رئیسی را تسلیت گفت.

### مکتب سیستانی
در مقاله‌ای که با عنوان «مکتب سیستانی» به قلم ابوالفضل فاتح و پس از سه ملاقات با او در طول یک دهه نوشته شده با یادآوری این که «چگونه شخصیتی گوشه عزلت اختیار می‌کند و سال‌ها از کنج بیت محقرش بیرون نمی‌آید، با رسانه‌ها گفتگو نمی‌کند، کمترین تصویر و فیلمی از او منتشر نمی‌شود اما در این حال موثرترین شخصیت امروز عراق و مرجع عالی شیعیان است»، توضیح داده شده «اقتدار علمی»، «قرار گرفتن در حد فاصل دولت ملت» و «اقدام مرجعیت در قالب یک نهاد مدنی»، «پرهیز از سیاست‌زدگی بیت»، «پرهیز از تملق»، «حساسیت به فساد»، «توجه به آزادی مذاهب»، «پرهیز از مداخله در آزادی‌های عمومی» و «سلوک شخصی و اخلاقی از جمله انسان دوستی، ساده زیستی و فروتنی» سید علی سیستانی وجوه تمایز او و از منابع اصلی اقتدار این رهبر مذهبی است. ابوالفضل فاتح در یادداشتی برای خویی، معتقد است که قم و نجف هم‌اکنون در تلاقی تجربه‌ها و مکتب فکری و اجتهادی خویی و خمینی قرار گرفته‌اند و فرصت یافته‌اند تا همه‌جانبه‌تر بیاندیشند و از این تلاقی و مناظره بهره ببرند. و از همین روی شیوهٔ سیستانی را هم متأثر از آن دو مکتب اجتهادی دانسته و مکتب سیستانی را شیوهٔ بینابینی و تلاقی دو مکتب خویی و خمینی معرفی کرده و افزوده‌است: «ایشان نه شیوهٔ کناره‌گیری از قدرت را برگزیدند و نه شیوهٔ در دست گرفتن قدرت … نهاد مرجعیت در واقع در عوض پیوستن به عرصهٔ اختلافات و شکاف‌های سیاسی خود را به نیروی اجتماعی مستحکمی بدل کرد تا سیاستمداران را از خودکامگی بازدارد. به جای آنکه نهاد دین را به سیاست‌های روزمره آغشته سازد، نهاد سیاست را چنان متأثر ساخت تا منزلت مذهبی و مردمی نهاد دین را به رسمیت بشناسد و به ارزش‌های بنیادین آن احترام بگذارد. این همان شیوهٔ بینابینی و نظارت بر سیاست و قدرت همراه با زعامت امت است». گفته شده خانهٔ سیستانی ملک شخصی او نیست و منزلی استیجاری است و او از سال ۱۹۷۰ میلادی به مدت ۴۶ سال در این مکان زندگی می‌کند. مدیر مسئول روزنامهٔ جمهوری اسلامی، مسیح مهاجری نیز پس از ملاقات با سید علی سیستانی؛ دوراندیشی و پرهیز از تصمیمات عجولانه و همچنین تسلط بر تاریخ و استفاده از ادبیات تاریخ را از جمله ویژگی‌های وی عنوان می‌کند.
قرار گرفتن در فهرست صد چهرهٔ تأثیرگذار جهان
او در در سال‌های ۲۰۰۴ و ۲۰۰۵ به انتخاب مجله تایم در فهرست صد چهرهٔ تأثیرگذار جهان قرار گرفت.
قانونی شدن ممنوعیت توهین به مقدسات
وی ضمن محکوم کردن قرآن‌سوزی در سوئد، از سازمان ملل خواست اقدامات مؤثری برای جلوگیری از تکرار امثال چنین حوادثی، انجام دهد و کشورها را به بازنگری در قوانینی وادار کند که اجازه وقوع چنین اقداماتی را می‌دهند.

## اقدامات در ایران
تأسیس مرکز تخصصی و فوق تخصصی چشم‌پزشکی جواد الائمه در شهر قم و تحت نظارت سید جواد شهرستانی نمایندهٔ سیستانی در ایران که در اردیبهشت سال ۱۳۸۳ افتتاح گردید.درمانگاه خیریهٔ امام صادق در قم و در سال ۱۴۲۰ هـ.ق. تأسیس گردید.
بیمارستان تخصصی و فوق‌تخصصی نور با پیش‌بینی ۳۵۰ تخت که قرار است یکی از مدرن‌ترین و مجهزترین بیمارستان‌های ایران باشد. فاز اول آن با اولویت بیماری‌های قلب و عروق، اواسط ۱۴۰۰ راه‌اندازی شد. هم‌زمان با اپیدمی ویروس کرونا در ایران، خبرگزاری‌ها در اردیبهشت ۹۹ خبر دادند: دفتر سیستانی مبلغ ۱٫۵ میلیون دلار را با اولویت دادن به بیماران کرونایی در قم که در ابتدای بحران کرونا در ایران بودند، اختصاص داده‌است. با این مبلغ خدمات بهداشتی و تجهیزات پزشکی مورد نیاز بیماران کرونایی وارد کشور شد و در اختیار کادر وزارت بهداشت، درمان و آموزش پزشکی و بیماران کرونایی قرار گرفت.

## دیدار با پاپ فرانسیس در عراق
در تاریخ ۸ مارس ۲۰۲۱ مورخ ۱۶ اسفند ۱۳۹۹ پاپ فرانسیس، رهبر کاتولیک‌های جهان در ادامه سفر چهارروزهٔ خود به عراق، در نجف با علی سیستانی، یکی از بانفوذترین مراجع تقلید شیعه دیدار کرد. علی سیستانی در این دیدار در مورد بی‌عدالتی، ستم، فقر، آزار و اذیت‌های مذهبی و فکری، سرکوب آزادی‌های اساسی و فقدان عدالت اجتماعی که کشورهای مختلف از آن رنج می‌برند، به‌ویژه جنگ‌ها و اقدامات خشونت‌بار، محاصرهٔ اقتصادی، آوارگی و دیگر مواردی که ملت‌های منطقه به‌ویژه ملت فلسطین در اراضی اشغالی از آن رنج می‌برند، صحبت کرد.
پایگاه خبری آمریکایی «الحره» مدعی شد سیستانی به‌ندرت مسئولی را می‌پذیرد و تاکنون از گفت‌وگو با نخست وزیران کنونی و پیشین عراق خودداری کرده‌است و به شرطی که هیچ مقام عراقی در این نشست شرکت نکند، با دیدار پاپ موافقت نموده‌است. ابوالفضل فاتح که پیشتر یادداشت‌های مکتب سیستانی و مکتب نجف را نوشته بود، در یادداشتی با عنوان «مکتب گفت‌وگو» دربارهٔ این دیدار نوشت: مهم‌ترین پیام دیدار با پاپ، بازتعریف مشروعیت گفت‌وگو در دکترین تشیع از سوی آیت‌الله سیستانی بوده‌است.